# Gs alfa podjedinica
 alfa podjedinica (ili Gs protein) je heterotrimerna G proteinska podjedinica koja aktivira cAMP-zavisni put aktivirajući adenilat ciklazu.

## Receptori
G protein-spregnuti receptori koji se sprežu sa ovom vrstom G-proteina su:
- 5-HT receptorski tipovi 5-HT4 i 5-HT7
- ACTH receptor
- Adenozinski receptorski tipovi A2a i A2b
- Arginin vazopresinski receptor 2
- β-adrenergički receptorski tipovi β1, β2 i β3
- Kalcitoninski receptor
- Kalcitoninskom genu srodni peptidni receptor
- Kortikotropin-oslobađajući hormonski receptor
- Dopaminski receptor D1-slična familija (D1 i D5)
- FSH-receptor
- Receptor gastričnog inhibitornog polipeptida
- Glukagonski receptor
- Histaminski H2 receptor
- Luteinizirajući hormon/horiogonadotropin receptor
- Melanokortinski receptor
- Receptor paratiroidnog hormona 1
- Prostaglandinski receptorski tipovi D2 i I2
- Sekretinski receptor
- Tirotropinski receptor

## Function
Generalna funkcija Gs je da aktivira adenilat ciklazu, koja proizvodi cAMP, koji aktivira cAMP-zavisnu proteinsku kinazu.
 omogućava jedan korak u prenosu signala. Do amplifikacije signala dolazi zato što receptor aktivira više  proteina. Međutim, svaki  protein aktivira samo jedan molekul adenilat ciklaze.

## Spoljašnje veze
- G(s)alpha на 
- GNAS+protein,+human на 